# Muraille de Lugo

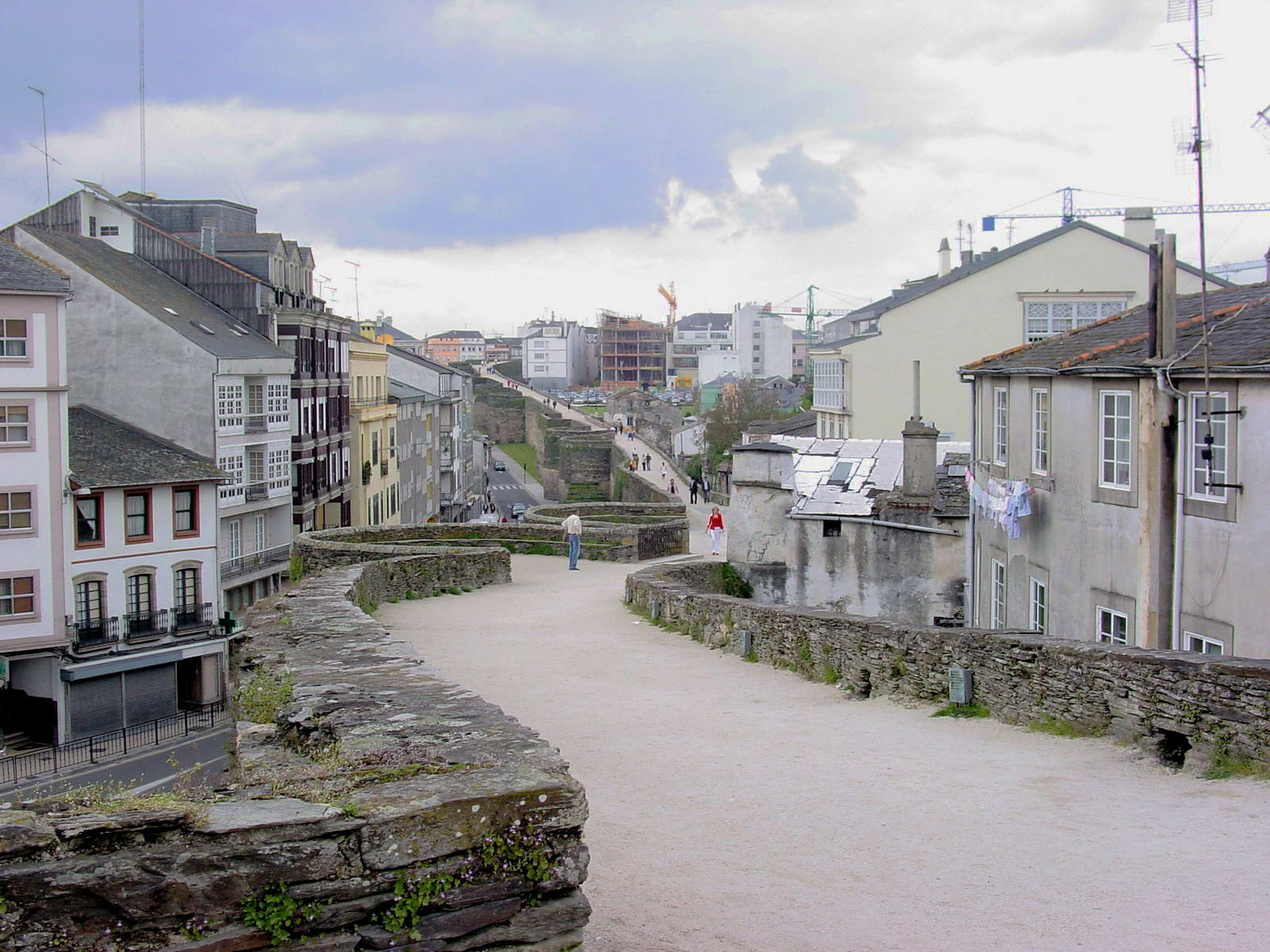
Promenade sur le chemin de ronde de la muraille.

La muraille de Lugo est une fortification militaire de la province romaine de Gallaecia. Sa construction a certainement débuté en 260, lorsque Lucus Augusti (Lugo) est devenu un centre important de communication et de commerce de la Gallaecia romaine, et s'est terminée sous Constantin Ier. Cette muraille romaine entoure le centre historique de la ville de Lugo (Espagne), elle est très bien conservée, intégrée au cours des siècles à l'urbanisation de la ville, et avec quelques ajouts, elle garde en grande partie son aspect d'origine.
Le mur, avec ses 85 tours massives, s'étend sur une longueur de 2 266 m, est percé de dix portes. On peut le parcourir à pied sur toute sa longueur, son chemin de ronde fait office de promenade. 
La muraille a été déclarée bien d'intérêt culturel en Espagne en 1921. Elle est inscrite depuis le 30 novembre 2000 sur la liste du patrimoine mondial de l'Unesco.
Le 6 octobre 2007, la muraille romaine de Lugo a été jumelée avec la Grande Muraille de Chine par le maire de Lugo, Xosé Clemente López Orozco et l'ambassadeur de Chine, Qui Xiaoqi.

## Description
L'enceinte romaine de l'ancienne Lucus Augusti est la mieux conservée de la péninsule ibérique. Elle n'a que peu changé en ses 17 siècles d'existence, gardant son aspect d'origine, conforme au modèle du traité d'architecture de Vitruve.

### Dimensions
Le périmètre de la muraille, en forme d'ellipse imparfaite, est de 2 117 mètres. La muraille enserre une superficie d'environ 34 hectares. La largeur du chemin de ronde varie entre 4,5 et 7 mètres. Le fossé qui entoure la muraille pouvait être rempli d'eau en cas de danger. 
À l'origine la muraille a été construite avec 85 tours dont 71 ont été conservées, soixante de forme ronde et onze quadrangulaires, qui avaient une fonction défensive. Leur hauteur varie de 8 à 16 m. Une des tours, qui porte le nom de Mosqueira, a conservé toute sa hauteur et ses deux fenêtres en plein cintre de 1,15 m de large et 1,43 m de haut. Aux cinq portes de la construction romaine, il a été ajouté par la suite cinq nouvelles portes.

### Matériaux
Les matériaux de construction sont principalement du granite et des dalles d'ardoise, qui forment le parement. L'intérieur du mur est rempli d'un mortier composé de terre, de pierres et de galets, matériaux abondants dans la région.

### Les portes
Les cinq portes romaines :

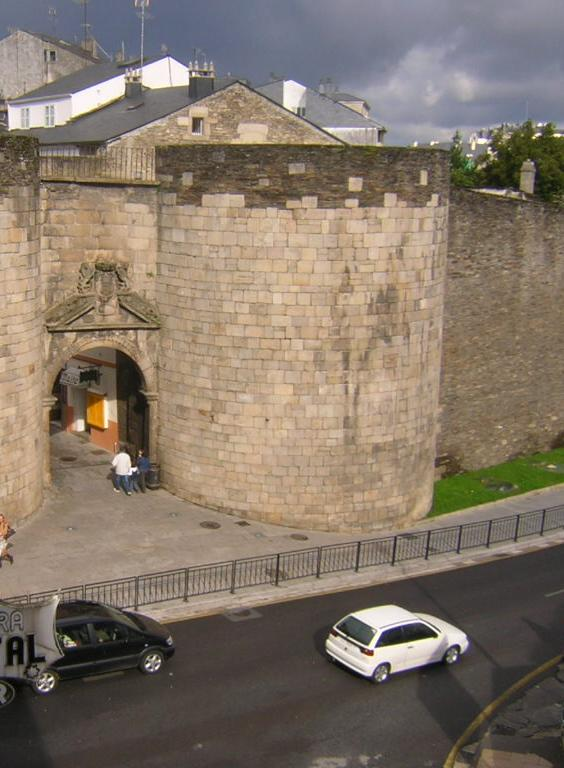
Porta de San Pedro, l'une des cinq portes originales romaines.

- Porta Miña, la plus ancienne, accès à la voie qui menait au fleuve Miño.
- Porta de Santiago (ou do Postigo), accès privé de l'église.
- Porta de San Pedro (ou Toledana), c'était la porte principale.
- Porta Nova, la porte romaine a été remplacée au XIXe siècle par la porte actuelle.
- Porta Falsa, c'était l'accès utilisé par la garnison.

Les cinq portes modernes :
- Porta do Bispo Aguirre, ouvrage de Nemesio Cobreros à la fin du XIXe siècle.
- Porta do Cárcere, elle date de 1888, c'est un ouvrage aussi de Nemesio Cobreros, construite pour accéder à la prison.
- Porta da Estación, construite en 1918, ouvrage de Luciano Travadelo, pour accéder à la gare du chemin de fer.
- Porta de San Fernando, ouverte en 1853, elle a été agrandie en 1963.
- Porta do Bispo Odoario, ouverte en 1921.

## Conservation
Depuis soixante ans environ le travail le plus important de restauration a commencé en 1972 lorsque a été entreprise la démolition des bâtiments qui prenaient appui sur les remparts.
La muraille se détériore dans certaines zones, soit  par une prolifération végétale "sauvage", soit par du vandalisme lié aux constructions avoisinantes, soit également par du vandalisme simple, par exemple sur les luminaires. La ville de Lugo et le gouvernement autonome de la Galice, propriétaire du monument, se renvoient la responsabilité de la maintenance globale du monument. Le gouvernement autonome a élaboré  un projet de plan de maintenance et conservation sur quatre ans, prévu pour débuter en mai 2011. Ce plan envisageait un cofinancement avec le Ministère de la Culture espagnol, la province de Lugo et la ville de Lugo. Le Journal Officiel de la Galice (DOG), a annoncé le 11 mai 2011 la résolution du 6 mai 2011 pour la publication d'un avis d'appel d'offres pour les travaux de maintenance du rempart romain de Lugo, cofinancé par  le Fonds européen de développement économique et régional dans  le cadre du programme opérationnel FEDER 2007/2013  .

## Galerie d'images

Carte des murs montrant l'emplacement des 10 portes
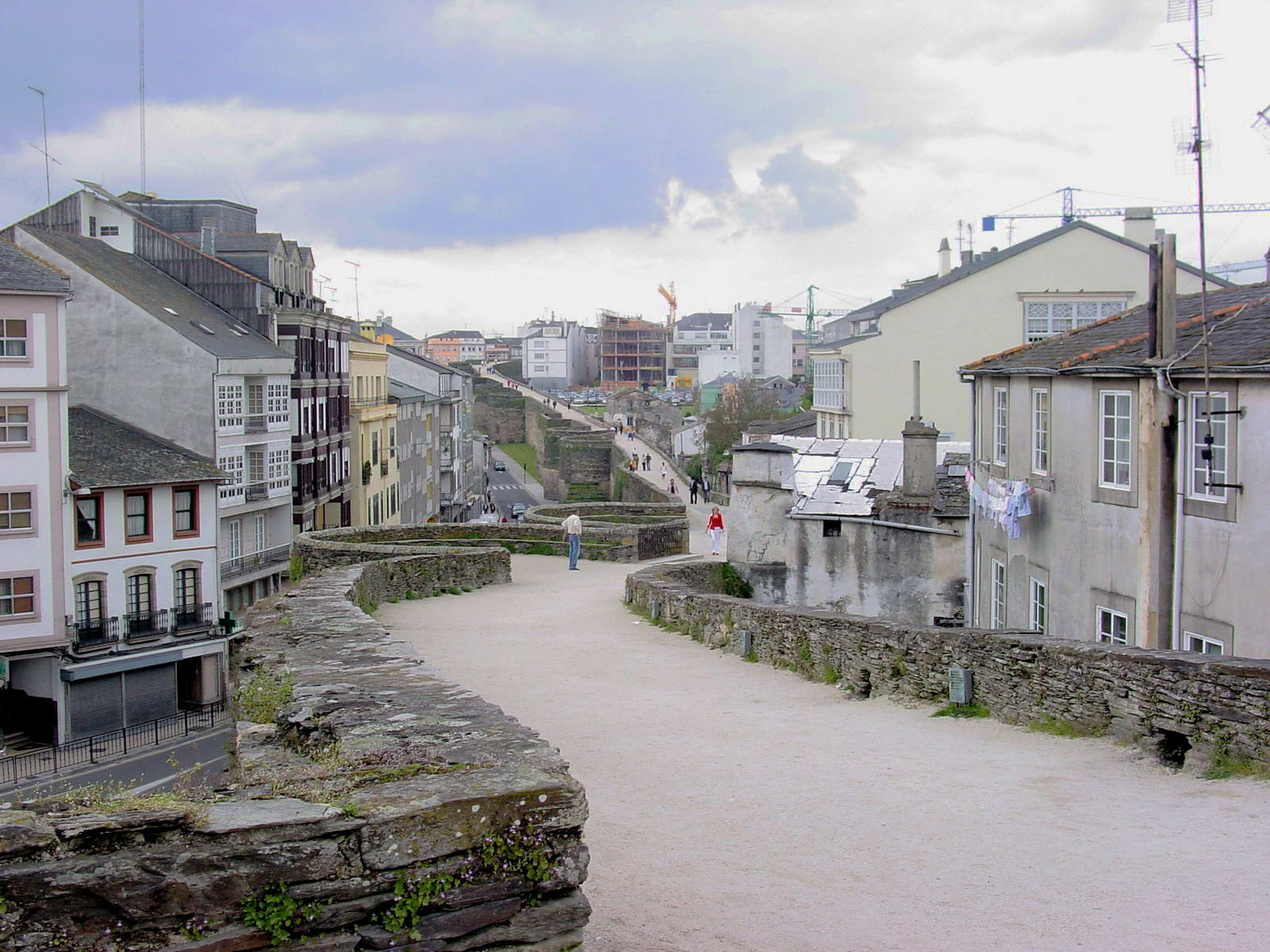
Passerelle sur les murs